# Laatste kwartier

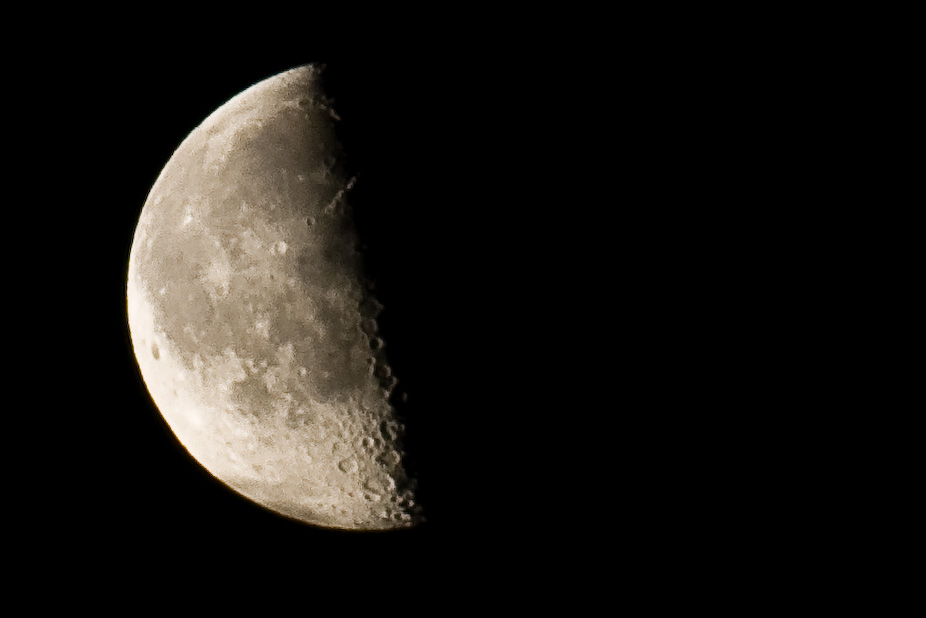
De maan in het laatste kwartier, gezien vanaf het noordelijk halfrond

Het laatste kwartier is een van de schijngestalten van de maan.
Deze treedt op na drie kwart van de synodische omlooptijd van de maan, ongeveer 22 dagen na nieuwe maan.
Tijdens het laatste kwartier komt de maan rond middernacht op en gaat rond het middaguur onder, zodat de maan nog onder de horizon staat nadat de zon is ondergegaan. Daardoor is deze periode gunstig om 's avonds naar de sterren te kijken.
Voor een waarnemer op het Noordelijk halfrond wordt bij het laatste kwartier de linker helft van de maan beschenen door de zon. Welke helft van de maan beschenen wordt tijdens het laatste kwartier is gemakkelijk te onthouden door langs de rechte kant van schaduw een denkbeeldige stok te trekken, zodat een letter d van dernier (= laatste) ontstaat. Evenzo kan men onthouden dat de maan tijdens Laatste kwartier Links verlicht wordt (beide woorden beginnen met een "L"). Op het Zuidelijk halfrond werken deze ezelsbruggetjes niet.

## Telescoopwaarnemingen van de maan tijdens laatste kwartier
Gezien het feit dat de maan tijdens laatste kwartier pas rond middernacht opkomt, worden er tijdens deze fase aanzienlijk minder waarnemingen verricht dan tijdens eerste kwartier. Vanaf het noordelijk halfrond van de aarde is de beste tijd om naar de laatste kwartiers maan te kijken rond de maand september omdat de maan dan gedurende zonsopkomst op haar hoogste punt aan de hemel komt te staan. Het is dan aan te raden om een lineair polarisatiefilter op het oculair van de telescoop te plaatsen om de steeds helderder wordende blauwe hemel te verdonkeren (het meest gepolariseerde gebied van de blauwe hemel ligt op een hoek van 90° gemeten vanaf de zonneschijf, en dat is het gebied waar de laatste kwartiers maan zich bevindt). Op de laatste kwartiers maan is voornamelijk het gebied van Oceanus Procellarum te zien, met ten noordoosten ervan de cirkelvormige Mare Imbrium en de halfcirkelvormige baai Sinus Iridum. Ten zuiden van Oceanus Procellarum bevindt zich de eveneens cirkelvormige Mare Humorum. Aan de westelijke limbus (de rand van de maan) kan nog net het uiterst oostelijke gedeelte van Mare Orientale worden waargenomen, alsook de relatief donkere walvlakte Grimaldi. In Oceanus Procellarum ligt een van de meest raadselachtige oppervlaktestructuren op de maan: Reiner γ (Reiner Gamma), bestaand uit een wervel-achtig patroon met een hoog albedo. De imposante inslagkrater Copernicus ten zuiden van Mare Imbrium kan beschouwd worden als de blikvanger van de laatste kwartiers maan. De helderste krater is echter Aristarchus omstreeks het noordwestelijk gedeelte van Oceanus Procellarum. Ten noordwesten van Aristarchus bevindt zich het meest gekleurde gebied op de maan (Wood's spot), hetgeen een soort mengeling van licht khakigroen en beige laat zien. Wood's spot werd destijds waargenomen en beschreven door de Amerikaanse onderzoeker in optica Robert W. Wood, aan wie de naam ervan te danken.

## Waarnemingen van de laatste kwartiers maan bij daglicht
Om telescoopwaarnemingen van de laatste kwartiers maan bij daglicht toch nog mogelijk te maken is het aan te raden een lineair polarisatiefilter op het oculair van de telescoop te draaien. Deze methode lukt het best met een refractortelescoop zonder omkeerprisma. De blauwe hemel is het meest gepolariseerd op een hoek van 90° vanaf de zon. In dit gebied is ook de laatste kwartiers maan te vinden.

## Apollo 9 en foto van de maan tijdens laatste kwartier
Gedurende de missie van Apollo 9 werd een snap-shot foto gemaakt van de maan tijdens laatste kwartier. Die foto is AS09-23-3500. Apollo 9 was een missie in een baan om de aarde, waarbij de LM (Lunar Module) werd uitgetest. Foto AS09-23-3500 toont het verre doel dat bereikt zou worden gedurende de missie van Apollo 11.